# Satomi Kōrogi
Satomi Kōrogi (興梠 里美 Kōrogi Satomi?,  Machida, Tokio, 14 de noviembre de 1962) es una seiyū, actriz y narradora japonesa, afiliada a Production Baobab.

## Vida personal
Kōrogi estuvo casada algunos años con el también seiyū Shigeru Nakahara, con quien tuvo un hijo antes de divorciarse.

## Filmografía

### Anime
- Zenō-sama en Dragon Ball Super
- Frosch en Fairy Tail
- Divina Maritela Marinera en YAT Anshin! Uchū Ryokō.
- Mint Adnade en la versión de Snes de Tales of Phantasia.
- May en la serie de juegos de Guilty Gear.
- Chu-Chu en Revolutionary Girl Utena.
- Menchi, Puchuu, Sandora y otros en Excel Saga.
- Togepi en Pokémon (Anime).
  - Pichu (hermano menor) en Pokémon: Pikachu & Pichu y Super Smash Bros. Melee
- Umagon en Zatch Bell.
- Aizenmyo en RG Veda.
- Himawari Nohara en Crayon Shin-chan.
- Hitomi Aasu en Puni Puni Poemi.
- Maho Kazami en Onegai Teacher.
- Moé-chan en Love Hina.
- Nina Tucker en Fullmetal Alchemist.
- Poomo en Fushigiboshi no Futagohime.
- Connie Francis, Karlmann Doukatous,y Suzy Relane en Mobile Suit Victory Gundam.
- Natsumi Mizuki in Mama is a 4th Grader (personaje central).
- Yuuri en Floral Magician Mary Bell.
- Chii en Chi's Sweet Home.
- Ushio Okazaki en CLANNAD After Story.
- Chiffon en Fresh Pretty Cure.
- Kokutenko en Senkaiden Hōshin Engi.
- Muñeca japonesa en Paprika.